# Grad – Orlove stine
Grad – Orlove stine je arheološka zona na području sela Lokvičića.

## Opis
Vrijeme nastanka je od 2000. pr. Kr. do 1500. godine. Arheološka zona Grad – Orlove stine nalazi se sjeverno od naselja Lokvičići na sjeverozapadnom rubu Imotskog polja na vrhu strmih klisura iznad Prološkog blata. Radi se o kompleksnom arheološkom nalazištu koje se razvija gotovo u kontinuitetu od prapovijesti do kasnog srednjeg vijeka. Na vrhu klisure nalazi se prapovijesna gradina Orlove stine. Istočno od gradine, na samom vrhu gotovo okomite klisure, na 437 m nadmorske visine, nalazi se antička utvrda Grad. Gornji zaravnjeni plato ima nepravilno izduljeni oblik u tlocrtu dimenzija cca 70x30 – 40 m. Ukupna površina bedemom obzidane utvrde mogla je u izvornom obliku iznositi do 2100 m2. Bedemi su najbolje su sačuvani na jugoistoku i manjim dijelom na zapadnom rubu platoa. Na najvišoj razini gornjeg platoa vidljivi su ostaci 2 prostorija. Pad terena prema jugoistoku uvjetovao je kaskadnu gradnju objekata s podzidima koji podupiru terase nasute zemljom i ostalim materijalom poput žbuke od koje su građene podnice. Na osnovu provedenih arheoloških istraživanja, najraniji objekti kao i sam fortifikacijski sustav nastali su u vrijeme širenja rimskog utjecaja i ustrojstva provincije Dalmacije. Sama utvrda ima nekoliko dužih ili kraćih faza funkcioniranja, odnosno propadanja utvrđenja; počevši sa samim početkom gradnje u antičko periodu, do krajnjeg propadanja i napuštanja utvrde tijekom turbulentnog kasnosrednjovjekovnog razdoblja. S obzirom na smještaj na ovako izvanrednom strateškom i lako branjivom mjestu, utvrda je najvjerojatnije služila kao pribježište odnosno refugij.

## Zaštita
Pod oznakom Z-7137 zavedeno je kao nepokretno kulturno dobro – kulturno-povijesna cjelina, pravna statusa zaštićena kulturnog dobra, klasificirano kao "arheološka baština".